# Quand les femmes étaient femelles
Pour plus de détails, voir Fiche technique et Distribution.
Quand les femmes étaient femelles (Quando gli uomini armarono la clava e con le donne fecero din don), également connu sous le titre Quand les femmes font ding dong, est une comédie italienne réalisée par Bruno Corbucci et sortie en 1971.
Malgré le titre qui fait référence aux deux films de Pasquale Festa Campanile, Quand les femmes avaient une queue et Quand les femmes perdirent leur queue[réf. nécessaire], ce film de Corbucci n'a pas grand-chose à voir avec eux, à part le décor faussement préhistorique, et s'inspire plutôt (très librement) des comédies grecques Lysistrata et Les Thesmophories écrites par Aristophane au Ve siècle av. J.-C.

## Synopsis
Le film parle de deux tribus vivant à l'âge de pierre, qui sont constamment en guerre l'une contre l'autre. L'un des membres de la tribu de la grotte a remporté le concours de capture de cochons et a passe la nuit avec une belle femme. Cependant, leur partie de « ding-dong » est interrompu par une escarmouche avec la tribu du lac. Les batailles entre hommes sont très frustrantes pour les femmes, car leurs maris ne sont pas à la maison pour partager leur vie et participer aux travaux ménagers. C'est alors que les femmes décident de déclarer une grève sexuelle à leurs maris...

## Fiche technique
- Titre français : Quand les femmes étaient femelles ou Quand les femmes font ding dong[1]
- Titre original italien : Quando gli uomini armarono la clava e con le donne fecero din don[2] (littéralement : « Quand les hommes s'armaient de leur massue et faisaient ding dong avec les femmes »)
- Réalisation : Bruno Corbucci, assisté de Mauro Macario
- Scénario : Massimo Felisatti, Fabio Pittorru (it), Bruno Corbucci
- Musique : Giancarlo Chiaramello
- Photographie : Fausto Zuccoli
- Montage : Vincenzo Tomassi (it)
- Effets spéciaux : Eugenio Ascani
- Décors : Nedo Azzini (it)
- Costumes : Luciana Marinucci
- Production : Edmondo Amati (it)
- Société de production : Empire Film (Rome)
- Pays de production :  Italie
- Langue originale : italien
- Format : couleur (Technicolor) - 2,35:1 - 35 mm - son mono
- Durée : 95 minutes (1 h 35[2])
- Genre : comédie
- Dates de sortie :
  - Italie : 29 septembre 1971
  - France : 6 décembre 1973

## Distribution
- Antonio Sabato : Ari
- Aldo Giuffré : Dieu
- Vittorio Caprioli : le grand professeur
- Nadia Cassini : Listra
- Elio Pandolfi : Lonno
- Lucretia Love : Lella
- Pia Giancaro : Bea
- Renato Rossini : Maci
- Valeria Fabrizi : la femme arbitre
- Gerry Bruno : Runt
- Gisela Hahn : Sissi
- Elio Crovetto : l'arbitre du tournoi
- Sandro Dori : Gork
- Vittorio Congia : Sunk
- Gli Alluminogeni (it) : le groupe musical
- Patrizia Adiutori : Lulla
- Ria De Simone (sous le nom de « Ria Simmons ») : Malle
- Barbara Pignaton : Mella
- Umberto Di Grazia : Grent
- Adler Gray : Bebs
- Enzo Maggio : le grand chef
- Franco Pasquetto : l'adjoint au grand chef
- Mimmo Poli : Non
- Bruna Beani : Lep
- Annabella Incontrera : la femme préhistorique

## Production
Le film a été tourné dans le Latium, dans les régions de Tor Caldara — aujourd'hui la Réserve naturelle régionale Tor Caldara — et Tor San Lorenzo.